# Zabójczy paradoks
Zabójczy paradoks (kor. 살인자ㅇ난감) – południowokoreański serial kryminalny, który został wydany w serwisie streamingowym Netflix 9 lutego 2024 roku.

## Opis fabuły
Lee Tang, zwolniony z wojska sześć miesięcy temu, zmaga się ze swoim życiem i marzy o odwiedzeniu Kanady. Pracuje w sklepie spożywczym i jest bardzo zależny od wsparcia rodziców. Pewnej nocy zostaje zaatakowany przez klienta, co prowadzi do gwałtownej konfrontacji i późniejszego morderstwa w afekcie. Tang jest dręczony poczuciem winy i przygotowuje się do oddania się w ręce policji – odkrywa jednak, że jego ofiarą był seryjny morderca. Tang nadal zabija, ujawniając swój ukryty talent do wykrywania i zabijania wcześniej niekaranych złoczyńców bez pozostawiania jakichkolwiek śladów.

## Główna obsada
- Choi Woo-shik jako Lee Tang[3] – student, który po swoim pierwszym przypadkowym morderstwie odkrywa, że ma zdolność rozpoznawania złych ludzi
- Son Suk-ku jako Jang Nan-gam[3] – detektyw, który prowadzi śledztwo w sprawie morderstwa popełnionego przez Lee Tanga
- Lee Hee-joon jako Song Chon[3] – były detektyw, który ściga Lee Tanga

## Lista odcinków
| Nr | Tytuł     | Reżyseria     | Scenariusz | Oryginalna data premiery |
| -- | --------- | ------------- | ---------- | ------------------------ |
| 1  | Odcinek 1 | Lee Chang-hee | Kim Da-min | 9 lutego 2024            |
| 2  | Odcinek 2 | Lee Chang-hee | Kim Da-min | 9 lutego 2024            |
| 3  | Odcinek 3 | Lee Chang-hee | Kim Da-min | 9 lutego 2024            |
| 4  | Odcinek 4 | Lee Chang-hee | Kim Da-min | 9 lutego 2024            |
| 5  | Odcinek 5 | Lee Chang-hee | Kim Da-min | 9 lutego 2024            |
| 6  | Odcinek 6 | Lee Chang-hee | Kim Da-min | 9 lutego 2024            |
| 7  | Odcinek 7 | Lee Chang-hee | Kim Da-min | 9 lutego 2024            |
| 8  | Odcinek 8 | Lee Chang-hee | Kim Da-min | 9 lutego 2024            |